# 전남외국어고등학교
전남외국어고등학교(全南外國語高等學校)는 대한민국 전라남도 나주시 용산동에 있는 공립 외국어고등학교이다.

## 학교 연혁
- 1993년 12월 6일 : 전남외국어고등학교 설립 인가
- 1994년 3월 1일 : 초대 교장 김장환 취임
- 1994년 3월 4일 : 개교(전남교원연수원)
- 1995년 3월 30일 : 본교 교사 신축 이전
- 1999년 2월 10일 : 송백관 준공
- 2023년 3월 1일 : 제12대 하순용 교장 부임
- 2025년 1월 23일 : 제29회 81명 졸업(총 3,315명 졸업)
- 2025년 3월 4일 : 제32기 신입생 110명 입학

## 설치 학과
- 영어과
- 독일어과
- 프랑스어과
- 중국어과

## 참고 자료
- 전남외국어고등학교 - 한국교육학술정보원 학교알리미